# 남창 (조선)
남창(南倉)은 조선 시대의 관공서이기도 한 금위영, 수어청, 어영청, 균역청, 선혜청, 총융청, 장어영, 무위영, 별기군대 등의 예하 미곡 창고, 즉 조선 관군 군사 군량미 비축 취지의 부속 시설이었다. 각각의 창고가 모두 '남창'이라는 동일한 명칭을 가지고 있었다.

## 구분
- 금위영(禁衛營)의 남창(南倉) : 1690년(숙종 16)에 설치 (이른바 101칸 규모)
- 수어청(守禦廳)의 남창(南倉) : 1691년(숙종 17)에 신설
- 어영청(御營廳)의 남창(南倉) : 1692년(숙종 18)에 신설 (이른바 137칸 규모)
- 균역청(均役廳)의 남창(南倉) : 1723년(경종 3)에 증축
- 선혜청(宣惠廳)의 남창(南倉) : 1736년(영조 12)에 증축
- 총융청(摠戎廳)의 남창(南倉) : 1856년(철종 7)에 증축

### 기타 남창
- 기타 중앙 군영의 남창 : 1881년(고종 18) 12월, 장어영(壯禦營)과 무위영(武衛營), 별기군대(別技軍隊)에 각각 남창(南倉)을 증설
- 기타 지역 관아의 남창 : 각 지역(타 지방)의 감영, 관아, 창고 등에도 남쪽 창고를 뜻하는 '남창'이 존재

## 조선 군사 시설 남창의 혁파
1897년 대한제국 성립 1년 후 1898년, 옛 조선 군사 시설 남창의 혁파
이후 대한제국 초기 시대 때에는 금위영(禁衛營)의 남창(南倉)과 남별영(南別營)은 그 소재지에 일본군 수비대가 들어섰다. 같은 시기 타 지역 관아의 각 창고들도 대부분 다른 용도로 전용되거나 혁파되었는데, 일례로 현재의 충청남도 서산시 지역에 남아 있던 장소에서는 안흥창(安興倉)의 남창(南倉)이 1898년 이완용, 이재곤, 이지용 등의 상소 관련 건의 제기로 인하여 결국 혁파된 것을 들 수 있다.